# تیوبنزوفنون
تیوبنزوفنون (به انگلیسی: Thiobenzophenone) یک ترکیب شیمیایی است.
شکل ظاهری این ترکیب، جامد آبی است.